# Armianski (Krymsk, Krasnodar)
Armianski (del ruso: Армянский) es un jútor del raión de Krymsk del krai de Krasnodar, en Rusia. Está situado en las vertientes septentrionales del extremo de poniente del Cáucaso Occidental, en una zona de montañas boscosas, a orillas del río Psyzh, afluente del Adagum, de la cuenca del Kubán, 6 km al sur de Krymsk y 84 km al oeste de Krasnodar. Tenía 1 481 habitantes en 2010
Pertenece al municipio Prigoródnoye.